# Jeep Forward Control
Jeep Forward Control este un camion cab-over produs de Willys-Overland din 1956 până în 1965, în 1962 compania indiană Mahindra a început să producă camionul în India, unde este încă în producție începând de astăzi (2021), cu aproximativ 300.000 de unități vândute în prezent acolo cu toate acestea, în Statele Unite au fost vândute în jur de 56.000 de unități și nu a fost foarte popular.

## Istoric
Willys a produs vehicule utilitare care au rămas aproape neschimbate începând cu anul 1947. Pe măsură ce piața a devenit mai competitivă în anii 1950, conducerea a dezvoltat o nouă gamă de cabine și camioane moderne. Designerul independent, care a fost contractat de Willys încă din anii 1940, Brooks Stevens, a folosit indicii de stil de la camioane de dimensiuni mari cabină-peste-motor pentru acest nou vehicul spațial cu aspect futurist, cu panoul central al grilei realizat pentru a imita clasicul șapte sloturi Design Jeep. Aspectul neconvențional al controlului înainte și „aspectul elicopterului” al cabinei erau prea neobișnuite pentru cumpărătorii obișnuiți în acea epocă, dar au avut succes pe piețele de specialitate care includeau vehicule de serviciu aeroport, camioane de remorcare și camioane cu echipaj feroviar care puteau călători pe șine. Numeroase versiuni ale Jeep-urilor Forward Control au fost fabricate pentru aplicații generale și specializate, 1957 fiind producția de top cu aproape 10.000 de vehicule construite în acel an.
Ingineria s-a bazat pe CJ-5 existent. Puterea a venit de la motoarele cu 4 cilindri Hurricane F-Head și L-Head. Actualizările din 1958, atât pentru versiunile FC-150, cât și pentru cele 170, au atins un obiectiv stabilit de inginerii Willys de a proiecta un vehicul comercial versatil, în care raportul dintre greutatea bordurii vehiculului și sarcina sa utilă să fie de 1 la 1. Potrivit Society of Automotive Ingineri (SAE), acesta a fost considerat cel mai mic raport oferit de producătorii autohtoni la acea vreme în cadrul segmentului standard de vehicule utilitare ușoare. Structura FC a oferit avantaje, inclusiv o rază de viraj scurtă și o dimensiune mare a patului de încărcare, având în vedere lungimea totală compactă.
Propunerile includeau un design „Navigator de comandă înainte” care ar fi putut fi printre primele vehicule de tip monovolum. Trei mașini conceptuale operaționale au fost construite de Reutter în Stuttgart, Germania de Vest. Brooks Stevens a fost de asemenea implicat în transformarea acestei platforme de camioane într-un vehicul de pasageri.